# Anne Northup

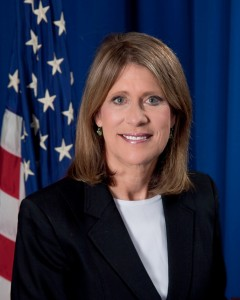
Anne Northup (2009)

Anne Meagher Northup (* 22. Januar 1948 in Louisville, Kentucky) ist eine US-amerikanische Politikerin. Zwischen 1997 und 2007 vertrat sie den Bundesstaat Kentucky im US-Repräsentantenhaus.

## Werdegang
Anne Meagher, so ihr Geburtsname, besuchte bis 1966 die Sacred Heart Academy in Louisville und danach bis 1970 das Saint Mary’s College. In dieser Zeit heiratete sie Woody Northup, mit dem sie sechs Kinder haben sollte. Ihre jüngere Schwester Mary war bei den Olympischen Spielen des Jahres 1984 in Los Angeles Goldmedaillengewinnerin bei den Schwimmwettbewerben.
Anne Northup wurde Mitglied der Republikanischen Partei. Zwischen 1986 und 1997 war sie Abgeordnete im Repräsentantenhaus von Kentucky. Bei den Kongresswahlen des Jahres 1996 wurde sie im dritten Wahlbezirk von Kentucky in das US-Repräsentantenhaus in Washington, D.C. gewählt, wo sie am 3. Januar 1997 die Nachfolge des Demokraten Mike Ward antrat. Nach vier Wiederwahlen konnte sie bis zum 3. Januar 2007 fünf Legislaturperioden im Kongress absolvieren. Dort war sie Mitglied im Bewilligungsausschuss. In ihre Zeit als Kongressabgeordnete fielen die Terroranschläge am 11. September 2001, der Irakkrieg und der Militäreinsatz in Afghanistan.
Bei den Wahlen des Jahres 2006 unterlag Northup dem Demokraten John Yarmuth, gegen den sie im Jahr 2008 ebenfalls erfolglos antrat. Im Jahr 2007 scheiterte sie in den Vorwahlen ihrer Partei zur Gouverneurswahl in Kentucky. Im Juli 2009 wurde Anne Northup von Präsident Barack Obama in die Verbraucherschutzkommission berufen.